# Jan Nepveu

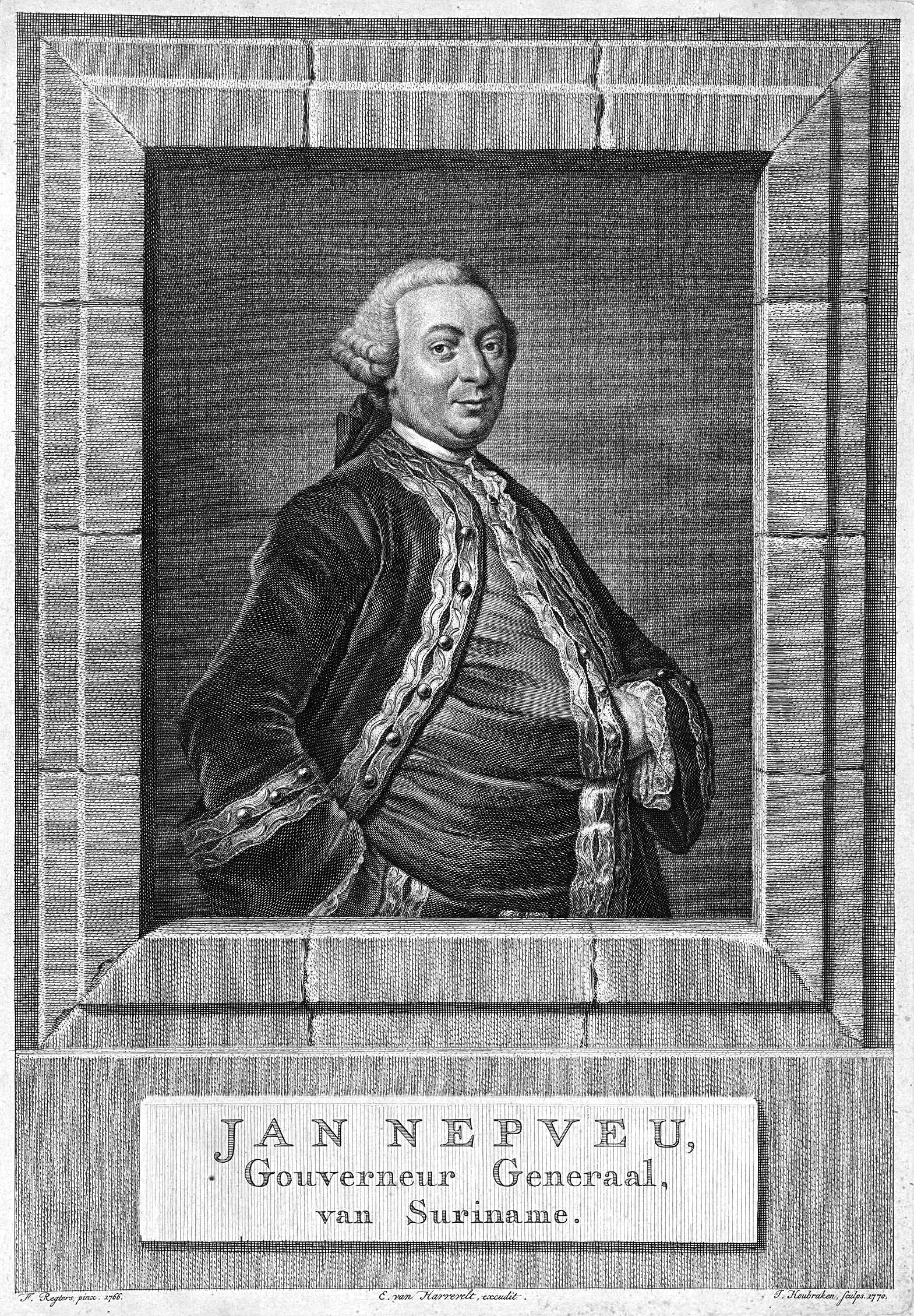
Jan Nepveu (Jacob Houbraken, 1770)

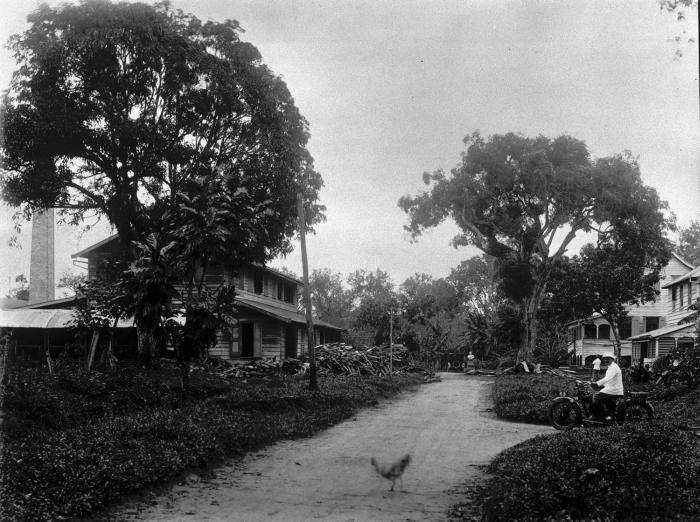
Plantage Ma Retraite, achter de Gravenstraat, gesticht door Nepveu

Jan Nepveu of Jean Nepveu (Amsterdam, 27 augustus 1719 - Paramaribo, 27 februari 1779) was een Nederlandse gouverneur van Suriname. Met het Hof van Politie en met de planters in het algemeen kon Nepveu beter opschieten dan Jan Jacob Mauricius, een spraakmakende voorganger.

## Biografie
Nepveu was de zoon van Louis Nepveu, een goudsmid, en Suzanne Hamelot. Hij werd gedoopt in de Nieuwe Waalse kerk op de Prinsengracht. Na onderwijs te hebben genoten in Amsterdam en Weesp en vertrok hij in 1734 als scheepsjongen naar Suriname.

## Suriname
In 1740 werd hij te Paramaribo gezworen klerk, in 1742 secretaris van Mauricius, in 1745 voorlopig, in 1751 secretaris van het Hof van Politie, in 1754 tweede advocaat-fiscaal. Het is niet onwaarschijnlijk dat hij zijn ouders en broers heeft overgehaald naar Suriname te komen. Tijdens de onenigheden onder Mauricius behoorde hij met zijn broers Louis Pierre en Aubin tot de partij van Mauricius, en genoot diens volle vertrouwen. In 1756 werd hij waarnemend gouverneur-generaal, in 1761 eerste raad-fiscaal, in 1768 gouverneur-generaal a.i. in 1770 als opvolger van Wigbold Crommelin, met wie hij meerdere malen in aanvaring was gekomen o.a. in zake het voorgenomen huwelijk van Jurriaan François de Friderici, maar er waren nog meer problemen.
In 1770 vond er een misoogst plaats en François Cornelis van Aerssen verkocht zijn omvangrijke aandeel in Suriname aan de stad Amsterdam, die toen 2/3 van de kolonie in haar bezit kreeg. De bewindhebbers van de West-Indische Compagnie eiste te vergeefs 1/6 deel op, zodat beide partijen even machtig zouden zijn. Op grote schaal werd krediet verleend aan nieuwe planters. In de kolonie kreeg men evenwel te maken met slavenopstanden, die de behandeling van de planters beu waren. 
Ter bestrijding van de aanvallen op plantages door weggelopen marrons werden verschillende maatregelen genomen. In 1770 werd het Corps Vrije Mulatten en Neegers opgericht en in 1772 het Neeger Vrijcorps, beter bekend onder de naam Redi Musu of Zwarte Jagers. Onder het bestuur van Nepveu werd het Cordon van Defensie aangelegd, een verdedigingslinie in het noorden van Suriname. Nepveu verzocht de Staten van Holland ook om extra militaire ondersteuning. De Staatse troepen, onder leiding van kolonel Louis Henri Fourgeoud, kwamen in het voorjaar van 1773 aan in Suriname en dat leidde tot intensivering van de strijd die later de eerste Boni-oorlog (1765 – 1776) zou worden genoemd. 
In 1772 werd Fort Buku veroverd door een gezamenlijke expeditie van de zwarte jagers onder leiding van de latere gouverneur Jurriaan François de Friderici en de sociëteitstroepen. De troepen onder leiding van Fourgeoud slaagden er na 1773 in om de troepen van Boni te verjagen over de Marowijne naar Frans-Guyana. Dit zorgde voor wrevel bij het bestuur van Frans-Guyana, dat niet gesteld was op deze tweehonderd gevluchte marrons. In 1777 kreeg Nepveu Pierre-Victor, baron Malouet op bezoek. Malouet beschreef uitgebreid het Cordon van Defensie, een kaalgeslagen strook van 22 mijl lang en 18 meter breed door het oerwoud, voorzien van wachtposten en aangelegd vanaf de Jodensavanne in rechte lijn naar het oosten en vervolgens naar de kust en bedoeld om de Marrons af te houden van plundering en brandstichting. Het cordon was in een periode van tien maanden aangelegd door driehonderd slaven en werd bewaakt door twaalfhonderd man, bijna de volledige strijdmacht in het land.
Het was onder Nepveus bestuur dat de heilloze gevolgen van de negotiatiën op de plantages zich openbaarden. Tijdens de Amsterdamse beurscrisis van 1773 gingen veel Surinaamse plantagehouders failliet, wat de WIC in grote financiële moeilijkheden bracht. De Surinaamse planters staken diep in de schulden (20 tot 24 miljoen gulden) nadat de koffieprijs was gedaald. Zij hadden veel te grote hypotheken afgesloten en leefden op grote voet in protserige huizen met soms dertig man personeel om een weelderige tuin te onderhouden. Een aantal planters verkocht hun plantage met verlies en trok weg.
In 1776 kregen de Moravische Broeders van Nepveu vergunning om aan de slaven het Evangelie te verkondigen.
In 1767 huwde hij met Elisabeth Buys. Zij was de eigenaresse van de plantages Buys lust en Stolkersvlijt. Nepveu was een vooruitstrevende planter en voerde op zijn plantages en op die van zijn vrouw tal van verbeteringen door. Hij installeerde bijvoorbeeld in 1770 koffiebreekmolens die door paarden werden aangedreven. Zowel de breekmolen als de aandrijving met paarden betekende een grote besparing in tijd en arbeid. Op plantage Hecht en Sterk was ook waarschijnlijk de enige windmolen van Suriname geïnstalleerd.

## Varia
- De plantage Spieringshoek kwam in 1761 in handen van Jan Nepveu.
- Zijn stiefzoon trouwde met Susanna du Plessis.
- Jan Nepveu was de vader van Laurens Johannes Nepveu, in 1814 lid van de notabelenvergadering, en de grootvader van minister Charles Nepveu.
- Onder zijn bestuur zag in 1774 de eerste Surinaamse krant het licht.
- Nepveu correspondeerde veelvuldig met Joachim Rendorp en Andries Munter directeuren van de Sociëteit van Suriname.